# Saison 2017-2018 des Wizards de Washington
La saison 2017-2018 des Wizards de Washington est la 57e saison de la franchise en NBA et la 45e saison dans la ville de Washington.

## Draft
Aucun choix de draft cette année.

## Matchs

### Summer League
| Summer League Total: 0-5 |

| Match | Date match | Équipe    | Score   | Meilleur marqueur      | Meilleur rebondeur    | Meilleur passeur  | Lieux                | Série |
| ----- | ---------- | --------- | ------- | ---------------------- | --------------------- | ----------------- | -------------------- | ----- |
| 1     | 8 juillet  | Memphis   | D 88-91 | Jared Cunningham (26)  | Daniel Ochefu (10)    | Kevin Pangos (7)  | Cox Pavilion         | 0 - 1 |
| 2     | 10 juillet | Miami     | D 87-91 | Sheldon McClellan (18) | Chris McCullough (11) | Keene, Pangos (3) | Thomas & Mack Center | 0 - 2 |
| 3     | 11 juillet | Chicago   | D 73-82 | Sheldon McClellan (20) | Daniel Ochefu (10)    | Maalik Wayns (3)  | Cox Pavilion         | 0 - 3 |
| 4     | 12 juillet | Miami     | D 88-89 | Marcus Keene (18)      | Diogu, Ochefu (5)     | Maalik Wayns (3)  | Cox Pavilion         | 0 - 4 |
| 5     | 14 juillet | Minnesota | D 73-80 | Danuel House (13)      | Devin Robinson (10)   | Ike Diogu (2)     | Thomas & Mack Center | 0 - 5 |

### Pré-saison
| Pré-saison Total: 4-1 (Domicile : 3-0 ; Extérieur : 1-1) |

| Match | Date match | Équipe               | Score     | Meilleur marqueur | Meilleur rebondeur | Meilleur passeur     | Lieux Spectateurs       | Série |
| ----- | ---------- | -------------------- | --------- | ----------------- | ------------------ | -------------------- | ----------------------- | ----- |
| 1     | 2 octobre  | Guangzhou Long-Lions | V 126-96  | Jodie Meeks (19)  | Daniel Ochefu (7)  | Donald Sloan (7)     | Capital One Arena       | 1 - 0 |
| 2     | 6 octobre  | New York             | V 104-100 | John Wall (19)    | Otto Porter (7)    | John Wall (6)        | Capital One Arena       | 2 - 0 |
| 3     | 8 octobre  | Cleveland            | V 102-95  | Meeks, Felix (13) | Oubre, Scott (5)   | Tomáš Satoranský (5) | Capital One Arena       | 3 - 0 |
| 4     | 11 octobre | @ Miami              | D 115-117 | Jason Smith (20)  | Kelly Oubre (14)   | Tim Frazier (9)      | American Airlines Arena | 3 - 1 |
| 5     | 13 octobre | @ New York           | V 110-103 | Bradley Beal (24) | Otto Porter (8)    | Tomáš Satoranský (5) | Madison Square Garden   | 4 - 1 |

### Saison régulière
| Saison régulière Total: 43-39 (Domicile : 23-18 ; Extérieur : 20-21) |

| Match | Date match | Équipe         | Score         | Meilleur marqueur | Meilleur rebondeur | Meilleur passeur | Lieux             | Série |
| ----- | ---------- | -------------- | ------------- | ----------------- | ------------------ | ---------------- | ----------------- | ----- |
| 1     | 18 octobre | Philadelphie   | V 120-115     | John Wall (28)    | Marcin Gortat (17) | John Wall (8)    | Capital One Arena | 1 - 0 |
| 2     | 20 octobre | Détroit        | V 115-111     | Otto Porter (28)  | Gortat, Porter (9) | John Wall (10)   | Capital One Arena | 2 - 0 |
| 3     | 23 octobre | @ Denver       | V 109-104     | Bradley Beal (20) | Otto Porter (10)   | John Wall (12)   | Pepsi Center      | 3 - 0 |
| 4     | 25 octobre | @ L.A. Lakers  | D 99-102 (OT) | Bradley Beal (28) | Marcin Gortat (14) | John Wall (9)    | Staples Center    | 3 - 1 |
| 5     | 27 octobre | @ Golden State | D 117-120     | Otto Porter (29)  | Otto Porter (10)   | John Wall (14)   | Oracle Arena      | 3 - 2 |
| 6     | 29 octobre | @ Sacramento   | V 110-83      | John Wall (19)    | Marcin Gortat (9)  | John Wall (9)    | Golden 1 Center   | 4 - 2 |

| Match | Date match   | Équipe         | Score          | Meilleur marqueur | Meilleur rebondeur  | Meilleur passeur     | Lieux                     | Série   |
| ----- | ------------ | -------------- | -------------- | ----------------- | ------------------- | -------------------- | ------------------------- | ------- |
| 7     | 1er novembre | Phoenix        | D 116-122      | Bradley Beal (40) | Marcin Gortat (13)  | John Wall (6)        | Capital One Arena         | 4 - 3   |
| 8     | 3 novembre   | Cleveland      | D 122-130      | Bradley Beal (36) | Oubre, Wall (6)     | John Wall (15)       | Capital One Arena         | 4 - 4   |
| 9     | 5 novembre   | @ Toronto      | D 107-96       | Bradley Beal (38) | Marcin Gortat (12)  | Tim Frazier (8)      | Centre Air Canada         | 5 - 4   |
| 10    | 7 novembre   | Dallas         | D 99-113       | Wall, Beal (23)   | Oubre, Frazier (7)  | John Wall (14)       | Capital One Arena         | 5 - 5   |
| 11    | 9 novembre   | L.A. Lakers    | V 111-95       | John Wall (23)    | Otto Porter (11)    | Trois joueurs (5)    | Capital One Arena         | 6 - 5   |
| 12    | 11 novembre  | Atlanta        | V 113-94       | Bradley Beal (19) | Gortat, Oubre (7)   | Frazier, Wall (5)    | Capital One Arena         | 7 - 5   |
| 13    | 13 novembre  | Sacramento     | V 110-92       | John Wall (21)    | Ian Mahinmi (9)     | John Wall (9)        | Capital One Arena         | 8 - 5   |
| 14    | 15 novembre  | @ Miami        | V 102-93       | John Wall (27)    | Otto Porter (13)    | John Wall (6)        | American Airlines Arena   | 9 - 5   |
| 15    | 17 novembre  | Miami          | D 88-91        | Bradley Beal (26) | Marcin Gortat (13)  | John Wall (8)        | Capital One Arena         | 9 - 6   |
| 16    | 19 novembre  | @ Toronto      | D 91-100       | Bradley Beal (27) | Marcin Gortat (12)  | Tim Frazier (8)      | Centre Air Canada         | 9 - 7   |
| 17    | 20 novembre  | @ Milwaukee    | V 99-88        | Bradley Beal (23) | Marcin Gortat (15)  | John Wall (6)        | BMO Harris Bradley Center | 10 - 7  |
| 18    | 22 novembre  | @ Charlotte    | D 124-129 (OT) | John Wall (31)    | Marcin Gortat (11)  | John Wall (11)       | Spectrum Center           | 10 - 8  |
| 19    | 25 novembre  | Portland       | D 105-108      | Bradley Beal (26) | Otto Porter (10)    | Bradley Beal (7)     | Capital One Arena         | 10 - 9  |
| 20    | 28 novembre  | @ Minnesota    | V 92-89        | Otto Porter (22)  | Porter, Mahinmi (8) | Beal, Satoranský (6) | Target Center             | 11 - 9  |
| 21    | 29 novembre  | @ Philadelphie | D 113-118      | Kelly Oubre (22)  | Kelly Oubre (7)     | Tomáš Satoranský (8) | Wells Fargo Center        | 11 - 10 |

| Match | Date match   | Équipe           | Score     | Meilleur marqueur    | Meilleur rebondeur   | Meilleur passeur        | Lieux                      | Série   |
| ----- | ------------ | ---------------- | --------- | -------------------- | -------------------- | ----------------------- | -------------------------- | ------- |
| 22    | 1er décembre | Détroit          | V 109-91  | Markieff Morris (23) | Marcin Gortat (12)   | Frazier, Porter (6)     | Capital One Arena          | 12 - 10 |
| 23    | 4 décembre   | @ Utah           | D 69-116  | Otto Porter (14)     | Marcin Gortat (7)    | Marcin Gortat (3)       | Vivint Smart Home Arena    | 12 - 11 |
| 24    | 5 décembre   | @ Portland       | V 106-92  | Bradley Beal (51)    | Otto Porter (10)     | Marcin Gortat (7)       | Moda Center                | 13 - 11 |
| 25    | 7 décembre   | @ Phoenix        | V 109-99  | Bradley Beal (34)    | Gortat, Mahinmi (8)  | Tomáš Satoranský (5)    | Talking Stick Resort Arena | 14 - 11 |
| 26    | 9 décembre   | @ L.A. Clippers  | D 112-113 | Otto Porter (27)     | Otto Porter (11)     | Frazier, Satoranský (6) | Staples Center             | 14 - 12 |
| 27    | 12 décembre  | @ Brooklyn       | D 98-103  | Bradley Beal (28)    | Gortat, Oubre (9)    | Bradley Beal (4)        | Barclays Center            | 14 - 13 |
| 28    | 13 décembre  | Memphis          | V 93-87   | Bradley Beal (18)    | Otto Porter (9)      | Bradley Beal (7)        | Capital One Arena          | 15 - 13 |
| 29    | 15 décembre  | L.A. Clippers    | V 100-91  | Mike Scott (22)      | Bradley Beal (11)    | John Wall (5)           | Capital One Arena          | 16 - 13 |
| 30    | 17 décembre  | Cleveland        | D 99-106  | Bradley Beal (27)    | John Wall (10)       | John Wall (6)           | Capital One Arena          | 16 - 14 |
| 31    | 19 décembre  | Nouvelle-Orléans | V 116-106 | Bradley Beal (26)    | Marcin Gortat (14)   | John Wall (10)          | Capital One Arena          | 17 - 14 |
| 32    | 22 décembre  | @ Brooklyn       | D 84-119  | Kelly Oubre (13)     | Jason Smith (6)      | Beal, Frazier (5)       | Barclays Center            | 17 - 15 |
| 33    | 23 décembre  | Orlando          | V 130-103 | Mike Scott (18)      | Meeks, Oubre (6)     | John Wall (13)          | Capital One Arena          | 18 - 15 |
| 34    | 25 décembre  | @ Boston         | V 111-103 | Bradley Beal (25)    | Marcin Gortat (10)   | John Wall (14)          | TD Garden                  | 19 - 15 |
| 35    | 27 décembre  | @ Atlanta        | D 99-113  | Bradley Beal (20)    | Markieff Morris (8)  | John Wall (11)          | Philips Arena              | 19 - 16 |
| 36    | 29 décembre  | Houston          | V 121-103 | Otto Porter (26)     | Markieff Morris (9)  | Otto Porter (7)         | Capital One Arena          | 20 - 16 |
| 37    | 31 décembre  | Chicago          | V 114-110 | Bradley Beal (39)    | Markieff Morris (11) | Beal, Wall (5)          | Capital One Arena          | 21 - 16 |

| Match | Date match | Équipe          | Score          | Meilleur marqueur    | Meilleur rebondeur   | Meilleur passeur | Lieux                    | Série   |
| ----- | ---------- | --------------- | -------------- | -------------------- | -------------------- | ---------------- | ------------------------ | ------- |
| 38    | 3 janvier  | New York        | V 121-103      | Bradley Beal (27)    | Markieff Morris (11) | John Wall (9)    | Capital One Arena        | 22 - 16 |
| 39    | 5 janvier  | @ Memphis       | V 102-100      | Bradley Beal (34)    | Markieff Morris (17) | John Wall (9)    | FedExForum               | 23 - 16 |
| 40    | 6 janvier  | Milwaukee       | D 103-110      | Bradley Beal (20)    | Markieff Morris (10) | John Wall (16)   | Capital One Arena        | 23 - 17 |
| 41    | 10 janvier | Utah            | D 104-107      | John Wall (35)       | Marcin Gortat (8)    | John Wall (11)   | Capital One Arena        | 23 - 18 |
| 42    | 12 janvier | Orlando         | V 125-119      | Beal, Wall (30)      | Marcin Gortat (11)   | John Wall (9)    | Capital One Arena        | 24 - 18 |
| 43    | 13 janvier | Brooklyn        | V 119-113 (OT) | Bradley Beal (24)    | Marcin Gortat (13)   | John Wall (16)   | Capital One Arena        | 25 - 18 |
| 44    | 15 janvier | Milwaukee       | D 95-104       | John Wall (27)       | Marcin Gortat (7)    | John Wall (9)    | Capital One Arena        | 25 - 19 |
| 45    | 17 janvier | @ Charlotte     | D 109-133      | Bradley Beal (26)    | Marcin Gortat (8)    | John Wall (9)    | Spectrum Center          | 25 - 20 |
| 46    | 19 janvier | @ Détroit       | V 122-112      | Beal, Porter (26)    | Markieff Morris (9)  | John Wall (11)   | Little Caesars Arena     | 26 - 20 |
| 47    | 22 janvier | @ Dallas        | D 75-98        | Bradley Beal (18)    | Marcin Gortat (10)   | John Wall (5)    | American Airlines Center | 26 - 21 |
| 48    | 25 janvier | @ Oklahoma City | D 112-121      | Bradley Beal (41)    | Bradley Beal (12)    | John Wall (12)   | Chesapeake Energy Arena  | 26 - 22 |
| 49    | 27 janvier | @ Atlanta       | V 129-104      | Markieff Morris (23) | Marcin Gortat (6)    | Tim Frazier (14) | Philips Arena            | 27 - 22 |
| 50    | 30 janvier | Oklahoma City   | V 102-96       | Otto Porter (25)     | Marcin Gortat (7)    | Bradley Beal (9) | Capital One Arena        | 28 - 22 |

| Match                  | Date match  | Équipe         | Score     | Meilleur marqueur     | Meilleur rebondeur   | Meilleur passeur        | Lieux                     | Série   |
| ---------------------- | ----------- | -------------- | --------- | --------------------- | -------------------- | ----------------------- | ------------------------- | ------- |
| 51                     | 1er février | Toronto        | V 122-119 | Bradley Beal (27)     | Otto Porter (11)     | Beal, Porter (6)        | Capital One Arena         | 29 - 22 |
| 52                     | 3 février   | @ Orlando      | V 115-98  | Otto Porter (20)      | Marcin Gortat (11)   | Bradley Beal (8)        | Amway Center              | 30 - 22 |
| 53                     | 5 février   | @ Indiana      | V 111-102 | Bradley Beal (21)     | Markieff Morris (10) | Frazier, Satoranský (6) | Bankers Life Fieldhouse   | 31 - 22 |
| 54                     | 6 février   | @ Philadelphie | D 102-115 | Bradley Beal (30)     | Otto Porter (8)      | Bradley Beal (5)        | Wells Fargo Center        | 31 - 23 |
| 55                     | 8 février   | Boston         | D 104-110 | Otto Porter (27)      | Otto Porter (11)     | Bradley Beal (9)        | Capital One Arena         | 31 - 24 |
| 56                     | 10 février  | @ Chicago      | V 101-90  | Tomáš Satoranský (25) | Gortat, Porter (9)   | Beal, Satoranský (6)    | United Center             | 32 - 24 |
| 57                     | 14 février  | @ New York     | V 118-113 | Bradley Beal (36)     | Gortat, Mahinmi (8)  | Tomáš Satoranský (11)   | Madison Square Garden     | 33 - 24 |
| NBA All-Star Game 2018 |             |                |           |                       |                      |                         |                           |         |
| 58                     | 22 février  | @ Cleveland    | V 110-103 | Bradley Beal (18)     | Morris, Porter (8)   | Bradley Beal (9)        | Quicken Loans Arena       | 34 - 24 |
| 59                     | 23 février  | Charlotte      | D 105-122 | Bradley Beal (33)     | Marcin Gortat (8)    | Markieff Morris (8)     | Capital One Arena         | 34 - 25 |
| 60                     | 25 février  | Philadelphie   | V 109-94  | Bradley Beal (24)     | Marcin Gortat (10)   | Tomáš Satoranský (10)   | Capital One Arena         | 35 - 25 |
| 61                     | 27 février  | @ Milwaukee    | V 107-104 | Bradley Beal (21)     | Trois joueurs (7)    | Bradley Beal (8)        | BMO Harris Bradley Center | 36 - 26 |
| 62                     | 28 février  | Golden State   | D 101-109 | Otto Porter (29)      | Otto Porter (10)     | Bradley Beal (5)        | Capital One Arena         | 36 - 27 |

| Match | Date match | Équipe             | Score           | Meilleur marqueur    | Meilleur rebondeur   | Meilleur passeur         | Lieux                   | Série   |
| ----- | ---------- | ------------------ | --------------- | -------------------- | -------------------- | ------------------------ | ----------------------- | ------- |
| 63    | 2 mars     | Toronto            | D 95-102        | Otto Porter (24)     | Marcin Gortat (8)    | Tomáš Satoranský (8)     | Capital One Arena       | 36 - 27 |
| 64    | 4 mars     | Indiana            | D 95-98         | Bradley Beal (22)    | Ian Mahinmi (9)      | Bradley Beal (11)        | Capital One Arena       | 36 - 28 |
| 65    | 6 mars     | Miami              | V 117-113 (OT)  | Bradley Beal (30)    | Markieff Morris (13) | Beal, Satoranský (7)     | Capital One Arena       | 37 - 28 |
| 66    | 9 mars     | @ Nouvelle-Orléans | V 116-97        | Otto Porter (19)     | Marcin Gortat (8)    | Bradley Beal (8)         | Smoothie King Center    | 38 - 28 |
| 67    | 10 mars    | @ Miami            | D 102-129       | Jodie Meeks (23)     | Kelly Oubre (6)      | Tim Frazier (6)          | American Airlines Arena | 38 - 29 |
| 68    | 13 mars    | Minnesota          | D 111-116       | Bradley Beal (19)    | Ian Mahinmi (9)      | Tomáš Satoranský (7)     | Capital One Arena       | 38 - 30 |
| 69    | 14 mars    | @ Boston           | V 125-124 (2OT) | Bradley Beal (34)    | Mahinmi, Porter (11) | Bradley Beal (9)         | TD Garden               | 39 - 30 |
| 70    | 17 mars    | Indiana            | V 109-102       | Bradley Beal (19)    | Marcin Gortat (8)    | Tomáš Satoranský (8)     | Capital One Arena       | 40 - 30 |
| 71    | 21 mars    | @ San Antonio      | D 90-98         | Beal, Oubre (21)     | Otto Porter (7)      | Tomáš Satoranský (6)     | AT&T Center             | 40 - 31 |
| 72    | 23 mars    | Denver             | D 100-108       | Bradley Beal (24)    | Markieff Morris (8)  | Tomáš Satoranský (6)     | Capital One Arena       | 40 - 32 |
| 73    | 25 mars    | New York           | D 97-101        | Bradley Beal (14)    | Otto Porter (10)     | Tomáš Satoranský (10)    | Capital One Arena       | 40 - 33 |
| 74    | 27 mars    | San Antonio        | V 116-106       | Markieff Morris (15) | Kelly Oubre (9)      | Beal, Sessions (6)       | Capital One Arena       | 41 - 33 |
| 75    | 29 mars    | @ Détroit          | D 92-103        | Bradley Beal (15)    | Marcin Gortat (12)   | Satoranský, Sessions (6) | Little Caesars Arena    | 41 - 34 |
| 76    | 31 mars    | Charlotte          | V 107-93        | Otto Porter (26)     | Otto Porter (11)     | John Wall (14)           | Capital One Arena       | 43 - 34 |

| Match | Date match | Équipe      | Score     | Meilleur marqueur | Meilleur rebondeur  | Meilleur passeur     | Lieux               | Série   |
| ----- | ---------- | ----------- | --------- | ----------------- | ------------------- | -------------------- | ------------------- | ------- |
| 77    | 1er avril  | @ Chicago   | D 94-113  | Otto Porter (17)  | Marcin Gortat (7)   | Tomáš Satoranský (6) | United Center       | 43 - 35 |
| 78    | 3 avril    | @ Houston   | D 104-120 | Bradley Beal (27) | Markieff Morris (6) | John Wall (10)       | Toyota Center       | 43 - 36 |
| 79    | 5 avril    | @ Cleveland | D 115-119 | John Wall (28)    | Bradley Beal (9)    | John Wall (14)       | Quicken Loans Arena | 43 - 37 |
| 80    | 6 avril    | Atlanta     | D 97-103  | Bradley Beal (32) | Marcin Gortat (11)  | Marcin Gortat (4)    | Capital One Arena   | 43 - 38 |
| 81    | 10 avril   | Boston      | V 113-101 | John Wall (29)    | Mahinmi, Scott (8)  | John Wall (12)       | Capital One Arena   | 44 - 38 |
| 82    | 11 avril   | @ Orlando   | D 92-101  | Jodie Meeks (18)  | Marcin Gortat (10)  | Beal, Satoranský (4) | Amway Center        | 44 - 39 |

### Playoffs
| Playoffs Total: 2-4 (Domicile : 2-1 ; Extérieur : 0-3) |

| Match | Date match | Équipe    | Score     | Meilleur marqueur | Meilleur rebondeur       | Meilleur passeur | Lieux Spectateurs | Série |
| ----- | ---------- | --------- | --------- | ----------------- | ------------------------ | ---------------- | ----------------- | ----- |
| 1     | 14 avril   | @ Toronto | D 106-114 | John Wall (21)    | Markieff Morris (11)     | John Wall (15)   | Air Canada Centre | 0 - 1 |
| 2     | 17 avril   | @ Toronto | D 119-130 | John Wall (29)    | Kelly Oubre (5)          | John Wall (9)    | Air Canada Centre | 0 - 2 |
| 3     | 20 avril   | Toronto   | V 122-103 | Wall, Beal (28)   | Otto Porter (8)          | John Wall (14)   | Capital One Arena | 1 - 2 |
| 4     | 22 avril   | Toronto   | V 106-98  | Bradley Beal (31) | Gortat, Porter, Wall (6) | John Wall (14)   | Capital One Arena | 2 - 2 |
| 5     | 25 avril   | @ Toronto | D 98-108  | John Wall (26)    | Marcin Gortat (12)       | John Wall (9)    | Air Canada Centre | 2 - 3 |
| 6     | 27 avril   | Toronto   | D 92-102  | Bradley Beal (32) | Markieff Morris (15)     | John Wall (8)    | Capital One Arena | 2 - 4 |

### Confrontations en saison régulière
| Conférence Est      | Conférence Est                               | Conférence Est                               | Conférence Est                               | Conférence Est                               | Conférence Ouest                             | Conférence Ouest                             | Conférence Ouest                             |
| Division Atlantique | Division Atlantique                          | Division Atlantique                          | Division Atlantique                          | Division Atlantique                          | Division Nord-Ouest                          | Division Nord-Ouest                          | Division Nord-Ouest                          |
| Équipe              | Domicile                                     | Domicile                                     | Extérieur                                    | Extérieur                                    | Équipe                                       | Domicile                                     | Extérieur                                    |
| ------------------- | -------------------------------------------- | -------------------------------------------- | -------------------------------------------- | -------------------------------------------- | -------------------------------------------- | -------------------------------------------- | -------------------------------------------- |
| Boston              | 104-110                                      | 113-101                                      | 111-103                                      | 125-124 (2OT)                                | Denver                                       | 100-108                                      | 109-104                                      |
| Brooklyn            | 119-113 (OT)                                 |                                              | 98-103                                       | 84-119                                       | Minnesota                                    | 111-116                                      | 92-89                                        |
| New York            | 121-103                                      | 97-101                                       | 118-113                                      |                                              | Oklahoma City                                | 102-96                                       | 112-121                                      |
| Philadelphie        | 120-115                                      | 109-94                                       | 113-118                                      | 102-115                                      | Portland                                     | 105-108                                      | 106-92                                       |
| Toronto             | 122-119                                      | 95-102                                       | 107-96                                       | 91-100                                       | Utah                                         | 104-107                                      | 69-116                                       |
|                     | 6–3                                          | 6–3                                          | 4–5                                          | 4–5                                          |                                              | 1–4                                          | 3–2                                          |
| Division            | 10–8                                         | 10–8                                         | 10–8                                         | 10–8                                         | Division                                     | 4–6                                          | 4–6                                          |
| Division Centrale   | Division Centrale                            | Division Centrale                            | Division Centrale                            | Division Centrale                            | Division Pacifique                           | Division Pacifique                           | Division Pacifique                           |
| Equipe              | Domicile                                     | Domicile                                     | Extérieur                                    | Extérieur                                    | Equipe                                       | Domicile                                     | Extérieur                                    |
| Chicago             | 114-110                                      |                                              | 101-90                                       | 94-113                                       | Golden State                                 | 101-109                                      | 117-120                                      |
| Cleveland           | 122-130                                      | 99-106                                       | 110-103                                      | 115-119                                      | L.A. Clippers                                | 100-91                                       | 112-113                                      |
| Detroit             | 115-111                                      | 109-91                                       | 122-112                                      | 92-103                                       | L.A. Lakers                                  | 111-95                                       | 99-102 (OT)                                  |
| Indiana             | 95-98                                        | 109-102                                      | 111-102                                      |                                              | Phoenix                                      | 116-122                                      | 109-99                                       |
| Milwaukee           | 103-110                                      | 95-104                                       | 99-88                                        | 107-104                                      | Sacramento                                   | 110-92                                       | 110-83                                       |
|                     | 4–5                                          | 4–5                                          | 6–3                                          | 6–3                                          |                                              | 3–2                                          | 2–3                                          |
| Division            | 10–8                                         | 10–8                                         | 10–8                                         | 10–8                                         | Division                                     | 5–5                                          | 5–5                                          |
| Division Sud-Est    | Division Sud-Est                             | Division Sud-Est                             | Division Sud-Est                             | Division Sud-Est                             | Division Sud-Ouest                           | Division Sud-Ouest                           | Division Sud-Ouest                           |
| Equipe              | Domicile                                     | Domicile                                     | Extérieur                                    | Extérieur                                    | Equipe                                       | Domicile                                     | Extérieur                                    |
| Atlanta             | 113-94                                       | 97-103                                       | 99-113                                       | 129-104                                      | Dallas                                       | 99-113                                       | 75-98                                        |
| Charlotte           | 105-122                                      | 107-93                                       | 124-129 (OT)                                 | 109-133                                      | Houston                                      | 121-103                                      | 104-120                                      |
| Miami               | 88-91                                        | 117-113 (OT)                                 | 102-93                                       | 102-129                                      | Memphis                                      | 93-87                                        | 102-100                                      |
| Orlando             | 130-103                                      | 125-119                                      | 115-98                                       | 92-101                                       | New Orleans                                  | 116-106                                      | 116-97                                       |
|                     |                                              |                                              |                                              |                                              | San Antonio                                  | 116-106                                      | 90-98                                        |
|                     | 5–3                                          | 5–3                                          | 3–5                                          | 3–5                                          |                                              | 4–1                                          | 2–3                                          |
| Division            | 8–8                                          | 8–8                                          | 8–8                                          | 8–8                                          | Division                                     | 6–4                                          | 6–4                                          |
| Conférence          | 28–24 (Domicile : 15–11 ; Extérieur : 13–13) | 28–24 (Domicile : 15–11 ; Extérieur : 13–13) | 28–24 (Domicile : 15–11 ; Extérieur : 13–13) | 28–24 (Domicile : 15–11 ; Extérieur : 13–13) | Conférence                                   | 15–15 (Domicile : 8–7 ; Extérieur : 7–8)     | 15–15 (Domicile : 8–7 ; Extérieur : 7–8)     |
| Total               | 43–39 (Domicile : 23–18 ; Extérieur : 20–21) | 43–39 (Domicile : 23–18 ; Extérieur : 20–21) | 43–39 (Domicile : 23–18 ; Extérieur : 20–21) | 43–39 (Domicile : 23–18 ; Extérieur : 20–21) | 43–39 (Domicile : 23–18 ; Extérieur : 20–21) | 43–39 (Domicile : 23–18 ; Extérieur : 20–21) | 43–39 (Domicile : 23–18 ; Extérieur : 20–21) |

## Effectif
| Wizards de Washington Effectif en fin de saison régulière |    |                        |                     |                    |
| Entraîneur: Scott Brooks                                  |    |                        |                     |                    |
| Arrière,                                                  | 3  | Drapeau des États-Unis | Bradley Beal (C)    | Florida            |
| Meneur                                                    | 8  | Drapeau des États-Unis | Tim Frazier         | Penn State         |
| Pivot                                                     | 13 | Drapeau de la Pologne  | Marcin Gortat       | Pologne            |
| Meneur                                                    | 4  | Drapeau des États-Unis | Ty Lawson           | Caroline du Nord   |
| Pivot                                                     | 28 | Drapeau de la France   | Ian Mahinmi         | France             |
| Ailier fort                                               | 1  | Drapeau des États-Unis | Chris McCullough    | Syracuse           |
| Arrière                                                   | 20 | Drapeau des États-Unis | Jodie Meeks         | Kentucky           |
| Ailier fort                                               | 5  | Drapeau des États-Unis | Markieff Morris     | Kansas             |
| Arrière, Ailier                                           | 12 | Drapeau des États-Unis | Kelly Oubre         | Kansas             |
| Ailier                                                    | 22 | Drapeau des États-Unis | Otto Porter         | Georgetown         |
| Ailier                                                    | 7  | Drapeau des États-Unis | Devin Robinson (TW) | Floride            |
| Meneur, Arrière                                           | 31 | Drapeau de la Tchéquie | Tomáš Satoranský    | République tchèque |
| Ailier fort                                               | 30 | Drapeau des États-Unis | Mike Scott          | Virginie           |
| Meneur                                                    | 9  | Drapeau des États-Unis | Ramon Sessions      | Nevada             |
| Ailier fort, Pivot                                        | 14 | Drapeau des États-Unis | Jason Smith         | Colorado State     |
| Meneur                                                    | 2  | Drapeau des États-Unis | John Wall (C)       | Kentucky           |
| (C) - Capitaine, (TW) - Two-way contract, - Blessé        |    |                        |                     |                    |

## Transferts

### Échanges
| 21 juin 2017   | A Wizards de WashingtonTim Frazier                         | A Pelicans de La Nouvelle-OrléansSecond tour de draft 2017 |
| 8 février 2018 | A Wizards de WashingtonSecond tour de draft 2019 (protégé) | A Hawks d'AtlantaSheldon McClellan Compensation financière |

### Joueurs qui re-signent
| Date       | Joueur      | Contrat                                                                          |
| ---------- | ----------- | -------------------------------------------------------------------------------- |
| 13/07/2017 | Otto Porter | Contrat de 106 500 000 $ sur 4 ans.                                              |
| 26/07/2017 | John Wall   | Extension de contrat de 170 000 000 $ sur 4 ans à partir de la saison 2019-2020. |

### Options dans les contrats
| Date       | Joueur           | Option                                                                          |
| ---------- | ---------------- | ------------------------------------------------------------------------------- |
| 21/10/2017 | Kelly Oubre      | Washington exerce son option d'équipe de 3 200 000 $ pour la saison 2018-2019.  |
| 31/10/2017 | Chris McCullough | Washington décline son option d'équipe de 2 240 000 $ pour la saison 2018-2019. |

### Arrivées
| Date       | Joueur         | Contrat                          | Provenance            |
| ---------- | -------------- | -------------------------------- | --------------------- |
| 08/07/2017 | Mike Scott     | Contrat de 1 700 000 $ sur 1 an  | Hawks d'Atlanta       |
| 12/07/2017 | Jodie Meeks    | Contrat de 6 700 000 $ sur 2 ans | Magic d'Orlando       |
| 19/03/2018 | Ramon Sessions | Contrat de 224,448 $ sur 1 an    | Wizards de Washington |
| 11/04/2018 | Ty Lawson      | Contrat de 8,313 $ sur 1 an      | Wizards de Washington |

#### Two-way contract
| Date       | Joueur         | Provenance                    |
| ---------- | -------------- | ----------------------------- |
| 05/07/2017 | Michael Young  | Panthers de Pittsburgh (NCAA) |
| 13/07/2017 | Devin Robinson | Gators de la Floride (NCAA)   |

#### Contrat de 10 jours
| Date       | Joueur         | Provenance            |
| ---------- | -------------- | --------------------- |
| 23/02/2018 | Ramon Sessions | Knicks de New York    |
| 05/03/2018 | Ramon Sessions | Wizards de Washington |

### Départs
| Date       | Joueur           | Raison départ | Nouvelle équipe ¹    |
| ---------- | ---------------- | ------------- | -------------------- |
| 01/07/2017 | Bojan Bogdanović | Agent libre   | Pacers de l'Indiana  |
| 01/07/2017 | Trey Burke       | Agent libre   | Knicks de New York   |
| 01/07/2017 | Brandon Jennings | Agent libre   | Shanxi Brave Dragons |
| 09/10/2017 | Daniel Ochefu    | Coupé         | Celtics de Boston    |
| 03/01/2018 | Michael Young    | Coupé         |                      |

¹ Il s'agit de l’équipe pour laquelle le joueur a signé après son départ, il a pu entre-temps changer d'équipe ou encore de pays.

#### Non retenu après les camps entraînements
| Date       | Joueur        | Nouvelle équipe             |
| ---------- | ------------- | --------------------------- |
| 14/10/2017 | Donald Sloan  | Legends du Texas (G League) |
| 02/11/2017 | Carrick Felix | Melbourne United            |

### Joueurs "agents libres" à la fin de la saison
| Joueur           | Fin de saison |
| ---------------- | ------------- |
| Tim Frazier      | Agent libre   |
| Ty Lawson        | Agent libre   |
| Chris McCullough | Agent libre   |
| Mike Scott       | Agent libre   |
| Ramon Sessions   | Agent libre   |

## Récompenses
| Date        | Joueur       | Récompense                                   |
| ----------- | ------------ | -------------------------------------------- |
| 31 décembre | Bradley Beal | Joueur de la semaine dans la conférence Est. |
| 18 février  | Bradley Beal | ☆ All-Star 2018 ☆                            |
| 18 février  | John Wall    | ☆ All-Star 2018 ☆                            |
| Février     | Scott Brooks | Entraîneur du mois dans la conférence Est.   |